# Miglitol
Miglitolul este un medicament antidiabetic din clasa inhibitorilor de alfa-glucozidază, fiind utilizat în tratamentul diabetului zaharat de tipul 2. Calea de administrare disponibilă este cea orală.